# Martín Vassallo Argüello
Martín Miguel Vassallo Argüello (* 10. Februar 1980 in Temperley, Gran Buenos Aires) ist ein ehemaliger argentinischer Tennisspieler.

## Karriere
Vassallo Argüello begann im Alter von neun Jahren mit dem Tennis- und Fußballspielen. Mit 13 Jahren entschied er sich für den Tennissport.
17 seiner 18 Challenger-Turniersiege gewann der Argentinier auf Sand, seinem Lieblingsbelag, 8 davon waren in der Einzelkonkurrenz.
Seinen einzigen Titel im Rahmen der ATP Tour gewann Vassallo Argüello im Doppel in Acapulco an der Seite des Italieners Potito Starace. Im Finale schlug er mit seinem Partner das tschechische Duo Lukáš Dlouhý und Pavel Vízner 6:0 und 6:2.
Im April 1998 spielte der Argentinier sein erstes Future-Turnier in seinem Heimatland. Bis 2001 spielte er ausschließlich Jugendturniere, ehe er im August 2001 sein erstes Turnier im Rahmen der ATP Challenger Tour in Brasilien absolvierte. Im April 2002 gewann er schließlich sein erstes Turnier dieser Kategorie. In Rom schlug er auf Sand den Italiener Filippo Volandri deutlich in zwei Sätzen.
Sein erstes Grand-Slam-Turnier spielte Vassallo Argüello 2002 bei den French Open in Paris. In der ersten Runde schied er gegen den US-Amerikaner Todd Martin aus. Im Mai 2006 schaffte er seinen größten Einzelerfolg, als er bis ins Achtelfinale der French Open vorstieß. Hier verlor er gegen seinen Landsmann David Nalbandian in drei Sätzen. Seine beste Platzierung erreichte Vassallo Argüello mit Rang 47 im April 2009, nachdem er 2008 drei Challengers gewonnen hatte und Anfang des Jahres in Acapulco das einzige Mal ein Halbfinale auf der ATP World Tour erreichte und dort gegen Nicolás Almagro ausschied. Kurz darauf kam er auch zu seinem einzigen Einsatz in der argentinischen Davis-Cup-Mannschaft, wo er je einen Sieg in Einzel und Doppel verbuchen konnte. Danach kam er nie über die zweite Runde auf der World Tour hinaus und beendete seine Karriere 2011.

## Erfolge
| Legende (Anzahl der Siege)                           |
| Grand Slam                                           |
| Tennis Masters Cup ATP World Tour Finals             |
| ATP Masters Series ATP World Tour Masters 1000       |
| ATP International Series Gold ATP World Tour 500 (1) |
| ATP International Series ATP World Tour 250          |
| ATP Challenger Tour (18)                             |

### Einzel

#### Turniersiege
| Nr. | Datum             | Turnier           | Belag | Finalgegner           | Ergebnis       |
| --- | ----------------- | ----------------- | ----- | --------------------- | -------------- |
| 1.  | 4. Mai 2002       | Rom               | Sand  | Filippo Volandri      | 6:4, 6:0       |
| 2.  | 18. Mai 2003      | Košice            | Sand  | Hermes Gamonal        | 6:3, 6:3       |
| 3.  | 13. Juli 2003     | Oberstaufen       | Sand  | Andreas Seppi         | 6:1, 6:4       |
| 4.  | 3. August 2003    | Trani             | Sand  | Francisco Fogués      | 6:3, 7:5       |
| 5.  | 28. Januar 2007   | Santiago de Chile | Sand  | Fabio Fognini         | 1:6, 7:5, 6:4  |
| 6.  | 12. Oktober 2008  | Asunción          | Sand  | Leonardo Mayer        | 3:6, 6:3, 7:62 |
| 7.  | 26. Oktober 2008  | Buenos Aires III  | Sand  | Rubén Ramírez Hidalgo | 6:3, 4:6, 7:5  |
| 8.  | 29. November 2008 | Lima              | Sand  | Sergio Roitman        | 6:2, 4:6, 6:4  |

### Doppel

#### Turniersiege

##### ATP World Tour
| Nr. | Datum        | Turnier  | Belag | Partner        | Finalgegner               | Ergebnis |
| --- | ------------ | -------- | ----- | -------------- | ------------------------- | -------- |
| 1.  | 3. März 2007 | Acapulco | Sand  | Potito Starace | Lukáš Dlouhý Pavel Vízner | 6:0, 6:2 |

##### ATP Challenger Tour
| Nr. | Datum             | Turnier        | Belag     | Partner               | Finalgegner                         | Ergebnis           |
| --- | ----------------- | -------------- | --------- | --------------------- | ----------------------------------- | ------------------ |
| 1.  | 10. November 2001 | Montevideo     | Sand      | Diego del Río         | Gastón Etlis Mariano Hood           | kampflos           |
| 2.  | 20. Juli 2002     | Aptos          | Hartplatz | Amir Hadad            | Brandon Coupe Brandon Hawk          | 6:4, 6:4           |
| 3.  | 3. Mai 2003       | Rom            | Sand      | Amir Hadad            | Manuel Jorquera Diego Moyano        | 6:4, 3:6, 6:3      |
| 4.  | 2003              | Biella         | Sand      | Stefano Galvani       | Jordan Kerr Tom Vanhoudt            | 3:6, 7:64, 6:3     |
| 5.  | 14. Juni 2003     | Mantua         | Sand      | Stefano Galvani       | Jordan Kerr Tom Vanhoudt            | 3:6, 7:64, 6:3     |
| 6.  | 2. Oktober 2004   | Dubrovnik      | Sand      | Juan Pablo Brzezicki  | Leonardo Azzaro Juri Schtschukin    | 6:1, 6:2           |
| 7.  | 3. September 2005 | Kiew           | Sand      | Diego Junqueira       | Lukáš Dlouhý Jan Mertl              | 6:4, 6:2           |
| 8.  | 8. April 2006     | Aguascalientes | Sand      | Juan Martín del Potro | Héctor Almada Víctor Romero         | 7:5, 7:5           |
| 9.  | 10. November 2007 | Asunción       | Sand      | Carlos Berlocq        | Adrián García Bartolomé Salvá Vidal | 7:5, 6:75, [13:11] |
| 10. | 9. Mai 2010       | Sanremo        | Sand      | Diego Junqueira       | Carlos Berlocq Sebastián Decoud     | 2:6, 6:4, [10:8]   |